# Келлер, Софи
Софи Келлер (дат. Sophie Helene Henriette Keller, 14 ноября 1850 — 1 мая 1929) — датская оперная певица (меццо-сопрано) и преподаватель пения.

## Биография
Софи Рунг родилась в 1850 г. в Копенгагене. Она была дочерью композитора Хенрика Рунга и оперной певицы opera Фредерикки Шарлотты Паулины Лихтенштейн, более известной как Паулина Рунг. Приходилась старшей сестрой композитору и дирижёру Фредерику Рунгу.
Софи росла в музыкальной семье, училась играть на гитаре, пианино и органе. Когда ей исполнилось 13 лет, отец, работавший в Королевском театре Дании, начал учить её пению. Затем он отправил Софи в Италию, где она обучалась пению у Франческо Ламперти в Милане и Пьетро Романи во Флоренции.
В 1877 г. Софи вышла замуж за юриста Эмиля Шарля Торвальда Келлера. В этом браке в 1879 г. родился сын Пауль Софус Рунг-Келлер, ставший органистом и композитором.
Вначале Софи появлялась на концертах отца, а в 19 лет дебютировала в Королевском театре в роли Агаты в «Вольных стрелках» Вебера. Благодаря опыту матери и хорошему образованию Софи добилась успеха на оперной сцене, но как актриса выступала хуже. Она исполняла прежде всего партии меццо-сопрано, хотя ей иногда давали и роли сопрано, например, в операх Моцарта она исполняла роли Донны Анны, Донны Эльвиры в «Дон Жуан» и Альмавивы в «Свадьбе Фигаро», а также Леоноры в «Трубадуре» Верди и в «Фиделио» Бетховена. Она также пела в некоторых операх Вагнера.
В 1888 г. вместе с Фанни Гетье Софи основала Kjøbenhavns Sang- og Musikkonservatorium for Damer — Копенгагенскую женскую консерваторию.
В 1894 г. Софи получила статус придворной певицы. В следующем 1895 г. она покинула оперную сцену и основала Privat kvindelig Koncertforening («Частное женское концертное сообщество»), включавшее до 130 членов. Она также преподавала пение, и в число её учениц входили Элисабет Донс, Эмилия Ульрих, Ида Мёллер, Ингеборга Стеффенсен.
Софи Келлер умерла в 1929 г. и была похоронена в Копенгагене.